# 2K中国
2K中國（英語：2K China），前稱2K上海（2K Shanghai），是Take-Two Interactive於2006年在中國上海開設的電子遊戲開發工作室，其工作包括為中國市場進行遊戲本地化、移植遊戲到其他平台以及協助其他工作室共同開發電子遊戲。Julien Bares擔任2K中國的總經理，製作總監則由上海人劉晶擔任。公司總部設在上海兆丰大厦。
2K中國目前擁有杭州和成都兩個工作室。杭州工作室於2007年成立，負責家用電子遊戲機和移動平台的遊戲開發；成都工作室則於2011年6月在成都高新区天府软件园設立，負責遊戲測試和品質保證。
由於必須使用中文進行公司註冊，所以2K中國的實際註冊名稱為仟游软件科技（上海）有限公司；而兩間工作室則分別稱為仟之游软件科技（杭州）有限公司和仟之游软件科技（成都）有限公司。
2K中国的上海和杭州工作室于2015年11月4日解散。
2019年6月，2K中国重新启用了其新浪微博和微信公众号，而认证主体依旧为“仟游软件科技（上海）有限公司”。

## 遊戲
2K中國的第一個項目是為文明帝國IV進行中國市場的本地化工作。2011年，騰訊合作代理了2K中國開發的「NBA 2K Online」。以下為2K中國開發或協助開發的電子遊戲。
| 年份 | 名稱                      | 平台 | 平台 | 平台 | 平台 | 平台 | 平台 | 平台 | 平台 |
| 年份 | 名稱                      | And  | DS   | iOS  | PS2  | PSP  | Wii  | Win  | WP   |
| ---- | ------------------------- | ---- | ---- | ---- | ---- | ---- | ---- | ---- | ---- |
| 2008 | 上旋高手3                 | 否   | 是   | 否   | 否   | 否   | 是   | 否   | 否   |
| 2008 | 席德·梅尔的文明帝國：革命 | 否   | 否   | 是   | 否   | 否   | 否   | 否   | 是   |
| 2009 | 美國職業棒球大聯盟2K9     | 否   | 否   | 否   | 否   | 是   | 是   | 否   | 否   |
| 2009 | Don King Boxing           | 否   | 是   | 否   | 否   | 否   | 否   | 否   | 否   |
| 2009 | NBA 2K10                  | 否   | 否   | 否   | 否   | 是   | 否   | 否   | 否   |
| 2010 | 美國職業棒球大聯盟2K10    | 否   | 否   | 否   | 是   | 是   | 是   | 否   | 否   |
| 2010 | 温特伯顿先生的不幸旅程    | 否   | 否   | 否   | 否   | 否   | 否   | 是   | 否   |
| 2010 | Carnival Games            | 否   | 否   | 是   | 否   | 否   | 否   | 否   | 否   |
| 2010 | 席德·梅尔的海盗！         | 否   | 否   | 否   | 否   | 否   | 是   | 否   | 否   |
| 2010 | NBA 2K11                  | 否   | 否   | 否   | 否   | 是   | 否   | 否   | 否   |
| 2011 | Carnival Games Volume II  | 否   | 否   | 是   | 否   | 否   | 否   | 否   | 否   |
| 2011 | 美國職業棒球大聯盟2K11    | 否   | 是   | 否   | 是   | 是   | 是   | 否   | 否   |
| 2011 | 上旋高手4                 | 否   | 否   | 否   | 否   | 否   | 是   | 否   | 否   |
| 2011 | NBA 2K12                  | 否   | 否   | 否   | 否   | 是   | 否   | 否   | 否   |
| 2012 | 美國職業棒球大聯盟2K12    | 否   | 否   | 否   | 否   | 否   | 是   | 否   | 否   |
| 2012 | 无主之地：传奇            | 否   | 否   | 是   | 否   | 否   | 否   | 否   | 否   |
| 2013 | NBA 2K14                  | 是   | 否   | 是   | 否   | 否   | 否   | 否   | 否   |
| 2013 | XCOM: Enemy Unkown        | 是   | 否   | 是   | 否   | 否   | 否   | 否   | 否   |
| 2014 | 生化奇兵                  | 否   | 否   | 是   | 否   | 否   | 否   | 否   | 否   |
| 2014 | XCOM: Enemy Within        | 是   | 否   | 是   | 否   | 否   | 否   | 否   | 否   |
| 2014 | NBA 2K15                  | 是   | 否   | 是   | 否   | 否   | 否   | 否   | 否   |
| 2014 | NHL 2K                    | 是   | 否   | 是   | 否   | 否   | 否   | 否   | 否   |
| 2014 | 文明变革2                 | 是   | 否   | 是   | 否   | 否   | 否   | 否   | 否   |

## 外部連結
- 2K中國官方网站（简体中文）（英文）
- 2K中國官方Twitter（页面存档备份，存于）（英文）和新浪微博（页面存档备份，存于）（中文）
- 游久网對2K中國的專訪（页面存档备份，存于）（简体中文）